# Championnat d'Océanie de Formule Régionale 2024
Navigation
2023 2025
Le Championnat d'Océanie Formule Régionale 2024 est la deuxième saison du Championnat d'Océanie de Formule Regionale et la 19ᵉ édition de la principale catégorie de sport automobile monoplace en Océanie, anciennement connue sous le nom de Toyota Racing Series. La compétition se déroule en Nouvelle-Zélande sur cinq week-ends consécutifs en janvier et février 2024.
Pour la première fois dans l'histoire du championnat et de ses prédécesseurs, le pilote australien ou néo-zélandais le mieux classé après les deux premières manches se voit décerner la Tasman Cup, un trophée qui était auparavant attribué au vainqueur de la Tasman Series jusqu'en 2023. Le pilote australien Christian Mansell s'est classé deuxième au classement général après la deuxième manche à Manfeild, ce qui lui a permis de remporter ce titre.
Le polonais Roman Bilinski, pilote de l'écurie M2 Competition, remporte le championnat lors de l'avant-dernière course de la saison. Patrick Woods-Toth, de l'équipe Kiwi Motorsport, décroche le titre de meilleur rookie lors de cette même épreuve.

## Pilotes et écuries
Tous les pilotes s'engagent avec des voitures équipées d'un châssis Tatuus FT-60 identique, propulsées par un moteur Toyota 2.0L turbo. Le championnat change de fournisseur de pneus, passant de la marque Hankook à Pirelli, en raison d'un incendie survenu dans l'usine de Hankook à Daejeon, qui entraîne alors d'importants problèmes d'approvisionnement. Toutes les voitures utilisent un carburant 100 % sans énergies fossiles, devenant ainsi le premier championnat de Formule Régionale à franchir cette étape en faveur de la durabilité.
| Equipes          | No. | Pilotes             | Status | Manches |
| ---------------- | --- | ------------------- | ------ | ------- |
| M2 Competition   | 4   | Roman Bilinski      |        | Toutes  |
| M2 Competition   | 7   | Nicola Lacorte      | R      | 1–3     |
| M2 Competition   | 16  | Michael Shin        |        | Toutes  |
| M2 Competition   | 23  | Liam Sceats         |        | Toutes  |
| M2 Competition   | 27  | Bryce Aron          |        | 4–5     |
| M2 Competition   | 39  | Gerrard Xie         |        | Toutes  |
| M2 Competition   | 101 | Ryder Quinn         |        | 5       |
| Mtec Motorsport  | 5   | Lucas Fecury        |        | Toutes  |
| Mtec Motorsport  | 6   | Tommy Smith         |        | 1–3     |
| Mtec Motorsport  | 17  | Callum Hedge        |        | 5       |
| Mtec Motorsport  | 19  | Elliott Cleary      | R      | 1–3, 5  |
| Mtec Motorsport  | 48  | Kaden Probst        | R      | 1–4     |
| Mtec Motorsport  | 51  | Jacob Abel          |        | 4–5     |
| Kiwi Motorsport  | 14  | Patrick Woods-Toth  | R      | Toutes  |
| Kiwi Motorsport  | 20  | Jake Bonilla        | R      | Toutes  |
| Kiwi Motorsport  | 22  | Jett Bowling        | R      | Toutes  |
| Kiwi Motorsport  | 31  | Titus Sherlock      | R      | Toutes  |
| Giles Motorsport | 15  | Kaleb Ngatoa        |        | Toutes  |
| Giles Motorsport | 41  | Alex Crosbie        | R      | Toutes  |
| Giles Motorsport | 69  | Sebastian Manson    | R      | 4–5     |
| Giles Motorsport | 71  | Christian Mansell   |        | 1–2     |
| Giles Motorsport | 739 | Landan Matriano Lim | R      | Toutes  |

| Icone | Status        |
| ----- | ------------- |
| R     | Débutant      |
| G     | Pilote invité |

## Calendrier
Avant même le début de la saison 2023, l’instance dirigeante du sport automobile en Nouvelle-Zélande annonce le calendrier de la saison 2024. Le championnat compte à nouveau cinq week-ends de compétition. L’épreuve de Teretonga Park est supprimée, et le championnat son retour à Euromarque Motorsport Park pour la première fois depuis 2018.
La 68ᵉ édition du Grand Prix de Nouvelle-Zélande se déroule en tant que dernière course de la saison sur le circuit de Highlands Motorsport Park.
| Manches | Manches | Circuit                                                      | Dates      |
| ------- | ------- | ------------------------------------------------------------ | ---------- |
| 1       | C1      | Taupo International Motorsport Park (Taupō, Waikato)         | 20 Janvier |
| 1       | C2      | Taupo International Motorsport Park (Taupō, Waikato)         | 21 Janvier |
| 1       | C3      | Taupo International Motorsport Park (Taupō, Waikato)         | 21 Janvier |
| 2       | C1      | Manfeild: Circuit Chris Amon (Feilding, Manawatū District)   | 27 Janvier |
| 2       | C2      | Manfeild: Circuit Chris Amon (Feilding, Manawatū District)   | 28 Janvier |
| 2       | C3      | Manfeild: Circuit Chris Amon (Feilding, Manawatū District)   | 28 Janvier |
| 3       | C1      | Hampton Downs Motorsport Park (Hampton Downs, North Waikato) | 3 Février  |
| 3       | C2      | Hampton Downs Motorsport Park (Hampton Downs, North Waikato) | 4 Février  |
| 3       | C3      | Hampton Downs Motorsport Park (Hampton Downs, North Waikato) | 4 Février  |
| 4       | C1      | Euromarque Motorsport Park (Christchurch, Canterbury)        | 10 Février |
| 4       | C2      | Euromarque Motorsport Park (Christchurch, Canterbury)        | 11 Février |
| 4       | C3      | Euromarque Motorsport Park (Christchurch, Canterbury)        | 11 Février |
| 5       | C1      | Highlands Motorsport Park (Cromwell, Otago)                  | 17 Février |
| 5       | C2      | Highlands Motorsport Park (Cromwell, Otago)                  | 18 Février |
| 5       | C3      | Highlands Motorsport Park (Cromwell, Otago)                  | 18 Février |

## Résultats
| Manches | Manches | Circuit                                                      | Pole position     | Meilleur Tours    | Vainqueur         | Ecurie           |
| ------- | ------- | ------------------------------------------------------------ | ----------------- | ----------------- | ----------------- | ---------------- |
| 1       | C1      | Taupo International Motorsport Park (Taupō, Waikato)         | Christian Mansell | Roman Bilinski    | Roman Bilinski    | M2 Competition   |
| 1       | C2      | Taupo International Motorsport Park (Taupō, Waikato)         |                   | Alex Crosbie      | Gerrard Xie       | M2 Competition   |
| 1       | C3      | Taupo International Motorsport Park (Taupō, Waikato)         | Christian Mansell | Christian Mansell | Roman Bilinski    | M2 Competition   |
| 2       | C1      | Manfeild: Circuit Chris Amon (Feilding, Manawatū District)   | Roman Bilinski    | Nicola Lacorte    | Roman Bilinski    | M2 Competition   |
| 2       | C2      | Manfeild: Circuit Chris Amon (Feilding, Manawatū District)   |                   | Kaleb Ngatoa      | Christian Mansell | Giles Motorsport |
| 2       | C3      | Manfeild: Circuit Chris Amon (Feilding, Manawatū District)   | Roman Bilinski    | Liam Sceats       | Roman Bilinski    | M2 Competition   |
| 3       | C1      | Hampton Downs Motorsport Park (Hampton Downs, North Waikato) | Gerrard Xie       | Liam Sceats       | Roman Bilinski    | M2 Competition   |
| 3       | C2      | Hampton Downs Motorsport Park (Hampton Downs, North Waikato) |                   | Roman Bilinski    | Nicola Lacorte    | M2 Competition   |
| 3       | C3      | Hampton Downs Motorsport Park (Hampton Downs, North Waikato) | Roman Bilinski    | Roman Bilinski    | Kaleb Ngatoa      | Giles Motorsport |
| 4       | C1      | Euromarque Motorsport Park (Christchurch, Canterbury)        | Roman Bilinski    | Bryce Aron        | Roman Bilinski    | M2 Competition   |
| 4       | C2      | Euromarque Motorsport Park (Christchurch, Canterbury)        |                   | Michael Shin      | Michael Shin      | M2 Competition   |
| 4       | C3      | Euromarque Motorsport Park (Christchurch, Canterbury)        | Roman Bilinski    | Roman Bilinski    | Liam Sceats       | M2 Competition   |
| 5       | C1      | Highlands Motorsport Park (Cromwell, Otago)                  | Liam Sceats       | Liam Sceats       | Liam Sceats       | M2 Competition   |
| 5       | C2      | Highlands Motorsport Park (Cromwell, Otago)                  |                   | Roman Bilinski    | Bryce Aron        | M2 Competition   |
| 5       | C3      | Highlands Motorsport Park (Cromwell, Otago)                  | Liam Sceats       | Roman Bilinski    | Liam Sceats       | M2 Competition   |

## Classements aux championnats

### Système de points
Courses 1 et 3
| Position | 1er | 2e | 3e | 4e | 5e | 6e | 7e | 8e | 9e | 10e | 11e | 12e | 13e | 14e | 15e | 16e | 17e | 18e | 19e | 20e |
| Points   | 35  | 31 | 27 | 24 | 22 | 20 | 18 | 16 | 14 | 12  | 10  | 9   | 8   | 7   | 6   | 5   | 4   | 3   | 2   | 1   |

Grille inversé pour la course 2
| Position | 1er | 2e | 3e | 4e | 5e | 6e | 7e | 8e | 9e | 10e | 11e | 12e | 13e | 14e | 15e |
| Points   | 20  | 18 | 16 | 14 | 12 | 10 | 9  | 8  | 7  | 6   | 5   | 4   | 3   | 2   | 1   |

### Championnat pilote
| Pos. | Pilotes             | TAU  | TAU  | TAU | MAN | MAN | MAN  | HMP | HMP | HMP   | RUA  | RUA   | RUA   | HIG   | HIG   | HIG   | Points |
| Pos. | Pilotes             | C1   | C2   | C3  | C1  | C2  | C3   | C1  | C2  | C3    | C1   | C2    | C3    | C1    | C2    | C3    | Points |
| ---- | ------------------- | ---- | ---- | --- | --- | --- | ---- | --- | --- | ----- | ---- | ----- | ----- | ----- | ----- | ----- | ------ |
| 1    | Roman Bilinski      | 1    | 2    | 1   | 1   | 17  | 1    | 1   | 3   | 2     | 1    | 4     | 2     | 3     | 3     | 5     | 385    |
| 2    | Liam Sceats         | 5    | 4    | 3   | 3   | 6   | 3    | 2   | 6   | 5     | 2    | 8     | 1     | 1     | 9     | 1     | 341    |
| 3    | Patrick Woods-Toth  | 16   | 5    | 9   | 8   | 4   | 6    | 3   | 4   | 6     | 7    | 3     | 3     | 6     | 2     | 9     | 255    |
| 4    | Michael Shin        | 3    | 7    | 5   | 17  | 12  | Abd. | 6   | 2   | 3     | 8    | 1     | 7     | 4     | 7     | 3     | 245    |
| 5    | Alex Crosbie        | 8    | 3    | 4   | 9   | 7   | 7    | 12  | 10  | 8     | 5    | 6     | 8     | 13    | 12    | 7     | 206    |
| 6    | Kaleb Ngatoa        | 4    | 14   | 7   | 4   | 2   | 5    | 16  | 7   | 1     | 4    | 5     | 10    | Forf. | Forf. | Forf. | 205    |
| 7    | Gerrard Xie         | 6    | 1    | 11  | 7   | 10  | 15   | 4   | 5   | Forf. | 6    | 2     | 6     | 8     | 6     | 16    | 205    |
| 8    | Tommy Smith         | 7    | 6    | 12  | 6   | 3   | 4    | 5   | 9   | 7     |      |       |       |       |       |       | 144    |
| 9    | Christian Mansell   | 2    | Abd. | 2   | 5   | 1   | 2    |     |     |       |      |       |       |       |       |       | 135    |
| 10   | Nicola Lacorte      | Abd. | 11   | 6   | 2   | 5   | Abd. | 7   | 1   | 4     |      |       |       |       |       |       | 130    |
| 11   | Elliott Cleary      | 10   | 8    | 10  | 14  | 9   | 10   | 8   | 8   | 11    |      |       |       | 9     | 10    | 10    | 124    |
| 12   | Jett Bowling        | 12   | 12   | 15  | 11  | 13  | 9    | 13  | 14  | 15    | 10   | 9     | 9     | 11    | 11    | 11    | 120    |
| 13   | Jacob Abel          |      |      |     |     |     |      |     |     |       | 3    | 7     | 5     | 5     | 4     | 4     | 118    |
| 14   | Titus Sherlock      | 11   | Abd. | 8   | 13  | 8   | 8    | 11  | 13  | 9     | Abd. | 12    | 11    | 17    | 14    | Abd.  | 105    |
| 15   | Bryce Aron          |      |      |     |     |     |      |     |     |       | 9    | 10    | 4     | 7     | 1     | 6     | 102    |
| 16   | Landan Matriano Lim | 15   | 9    | 17  | 15  | 11  | 12   | 10  | 15  | 13    | 11   | 13    | 13    | 15    | 15    | 13    | 94     |
| 17   | Lucas Fecury        | 9    | Nc.  | 16  | 10  | 16  | 13   | 9   | 12  | 12    | 12   | 14    | Abd.  | 14    | 17    | 14    | 91     |
| 18   | Callum Hedge        |      |      |     |     |     |      |     |     |       |      |       |       | 2     | 5     | 2     | 74     |
| 19   | Jake Bonilla        | 14   | 10   | 14  | 16  | 15  | 14   | 14  | 16  | 14    | 13   | 15    | 14    | 16    | 16    | 15    | 74     |
| 20   | Kaden Probst        | 13   | 13   | 13  | 12  | 14  | 11   | 15  | 11  | 10    | Abd. | Forf. | Forf. |       |       |       | 63     |
| 21   | Sebastian Manson    |      |      |     |     |     |      |     |     |       | Np.  | 11    | 12    | 10    | 8     | 12    | 43     |
| 22   | Ryder Quinn         |      |      |     |     |     |      |     |     |       |      |       |       | 12    | 13    | 8     | 28     |
| Pos. | Pilotes             | C1   | C2   | C3  | C1  | C2  | C3   | C1  | C2  | C3    | C1   | C2    | C3    | C1    | C2    | C3    | Points |
| Pos. | Pilotes             | TAU  | TAU  | TAU | MAN | MAN | MAN  | HMP | HMP | HMP   | RUA  | RUA   | RUA   | HIG   | HIG   | HIG   | Points |

| Débutant |